# Neoempheria defleta
Neoempheria defleta är en tvåvingeart som beskrevs av Coher 1959. Neoempheria defleta ingår i släktet Neoempheria och familjen svampmyggor. Inga underarter finns listade i Catalogue of Life.